# Глиптотека

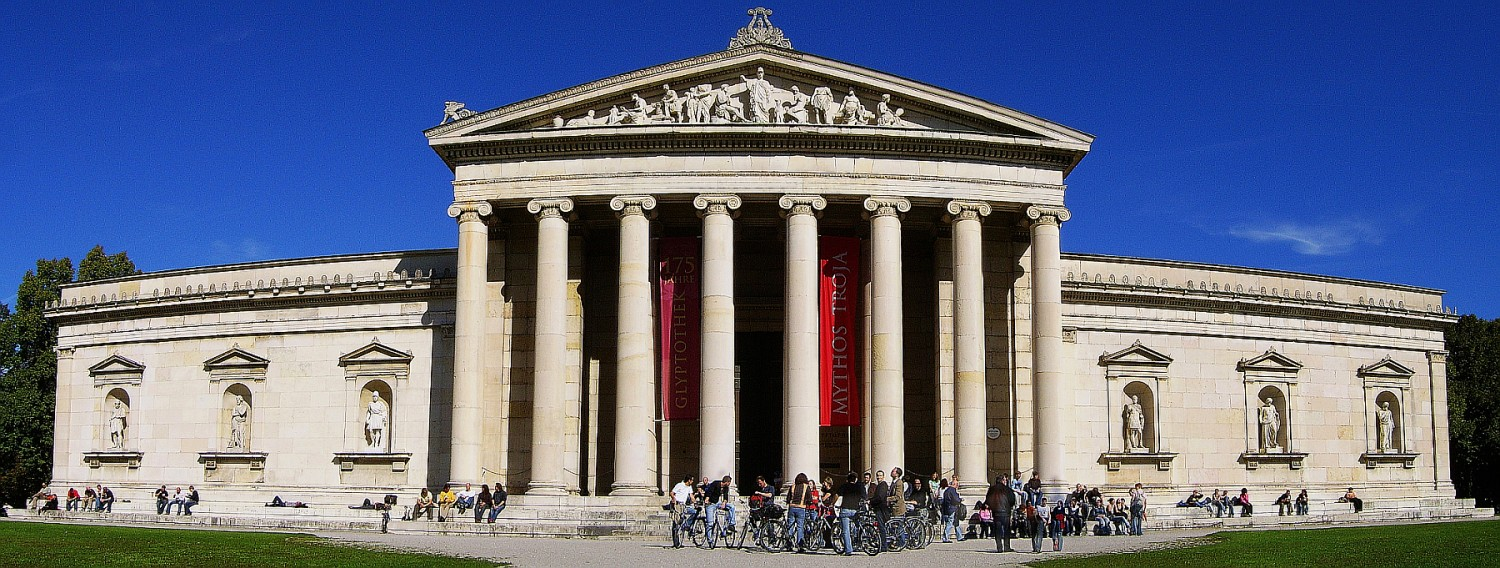
Здание мюнхенской Глиптотеки

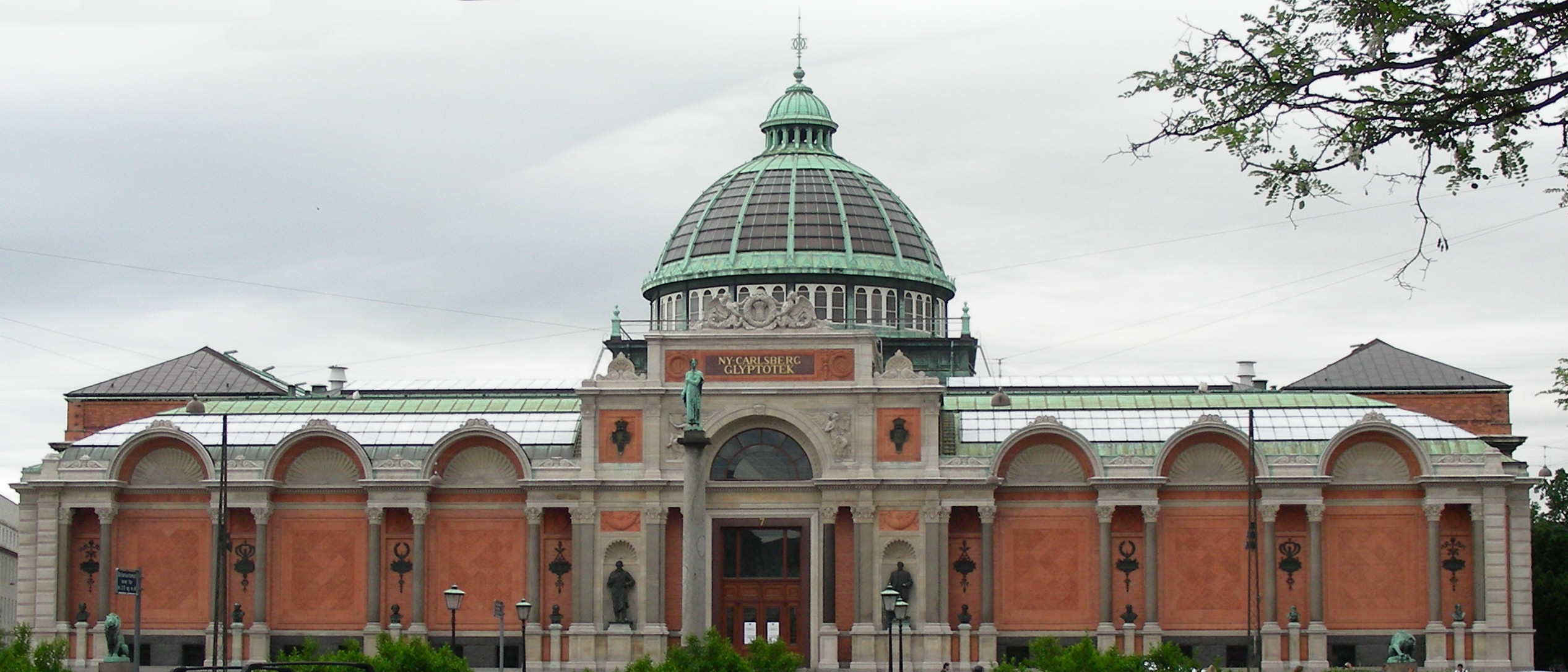
Здание копенгагенской Новой глиптотеки Карлсберга

Глиптотека (Glyptothek) — собрание античной скульптуры и глиптики.
Понятие «глиптотека» ввёл в обращение библиотекарь баварского короля Людвига I, образовав слово от греческого «glyptein», что означает «резать камень», по аналогии с понятием «пинакотека», образованным от pinax («картина»); греч. γλυπτό «скульптура».
В настоящее время наименование «Глиптотека» получили три музея:
- Глиптотека в Мюнхене;
- Новая глиптотека Карлсберга (дат. Ny Carlsberg Glyptotek) в Копенгагене;
- Глиптотека в Афинах — музей современной скульптуры.